# Dysstroma griseonotata
Dysstroma griseonotata là một loài bướm đêm trong họ Geometridae.